# Peltigera weberi
Peltigera weberi är en lavart som beskrevs av Sérus., Goffinet, Miadl. & Vitik. Peltigera weberi ingår i släktet Peltigera och familjen Peltigeraceae.   Inga underarter finns listade i Catalogue of Life.